# فدریکو پاپینی
فدریکو پاپینی (انگلیسی: Federico Papini؛ زادهٔ ۲۴ نوامبر ۱۹۹۹) بازیکن فوتبال اهل ایتالیا است.